# Beretta AR70
El Beretta AR70/90 es un fusil de asalto accionado por los gases del disparo, de calibre 5,56 mm y empleado actualmente por las Fuerzas Armadas de Italia. La serie AR, como la variante AR90 presenta una culata plegable, especialmente diseñada para su uso en las fuerzas aerotransportadas. Asimismo, el arma tiene un apagallamas-bocacha lanzagranadas.

## Historia

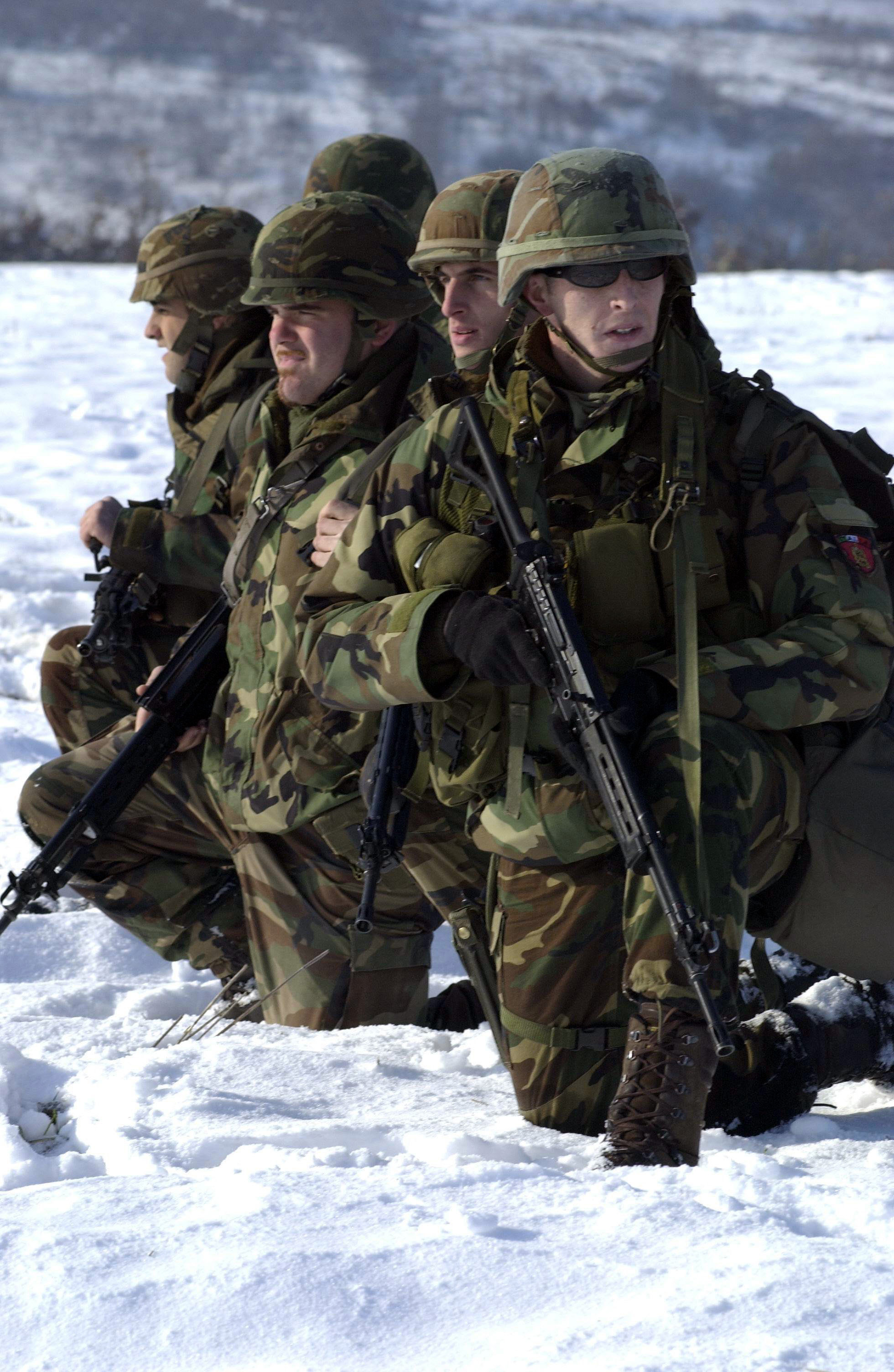
Tropas italianas (Lagunari), armadas con fusiles SC70/90.

La famosa compañía italiana de  armas Pietro Beretta Spa comenzó a desarrollar un nuevo fusil de asalto, calibrado para el cartucho 5,56 mm estadounidense en 1968. El diseño resultante apareció alrededor del año 1972 y después de los ensayos fue adoptado por las fuerzas especiales italianas  así como por algunos ejércitos extranjeros, como los de Jordania, Malasia y otros. El fusil fue designado AR-70/223 y estaba disponible en tres versiones básicas (fusil de asalto estándar AR-70/223, carabina SC-70/223 con el mismo cañón y culata plegable y una carabina especial SCS-70/223 con cañón acortado y culata plegable)
El diseño básico mostró algunos defectos menores, y cuando el ejército italiano decidió reemplazar sus viejos fusiles automáticos de 7,62 mm Beretta BM59 con un nuevo fusil de asalto de calibre 5,56 mm OTAN, Beretta entró en el concurso con la versión actualizada del 70/223. Esta versión actualizada apareció en 1985 y finalmente ganó las pruebas. En 1990 fue adoptado como el fusil de asalto AR-70/90 básico, con las modificaciones disponibles del SC-70/90 (fusil de la misma, pero con la culata plegable para fuerzas especiales) y SCP-70/90 (carabina de tropas aerotransportadas con cañón acortado y culata plegable). Está disponible una versión automática de escuadrón con cañón pesado, no desmontable y un bípode desmontable como AS-70/90.

## Variantes
| Versión          | Munición       | Longitud     | Longitud del cañón | Peso    | Alcance efectivo | Cadencia de fuego |
| ---------------- | -------------- | ------------ | ------------------ | ------- | ---------------- | ----------------- |
| AR70/223         | 5,56 x 45 M193 | 995 mm       | 450 mm             | 3,8 kg  | 400 m            | 650 dpm           |
| AR70/90, SC70/90 | 5,56 x 45 OTAN | 998 (756) mm | 450 mm             | 4,07 kg | 500 m            | 670 dpm           |
| SCP70/90         | 5,56 x 45 OTAN | 908 (663) mm | 360 mm             | 3,8 kg  | 350 m            | 670 dpm           |

## Usuarios
- Burkina Faso[1]
- Honduras: Ejército Dé Honduras
- Italia[2]
- Colombia[3]
- Jordania
- Lesoto[1]
- Malasia: Empleado por la Fuerza de Operación General (fue reemplazado por el Colt M16A1).
- Marruecos[1]
- México: diversas fuerzas policiales
- Nigeria[1]
- Paraguay[1]
- Zimbabue[1]